# Dicyema typoides
Dicyema typoides är en djurart som tillhör fylumet rhombozoer, och som beskrevs av Short 1961. Dicyema typoides ingår i släktet Dicyema och familjen Dicyemidae. Inga underarter finns listade i Catalogue of Life.